# Pombalinho (Soure)
Pombalinho ist eine Ortschaft und ehemalige Gemeinde in Mittel-Portugal.

## Geografie
Pombalinho liegt in der Serra do Rabaçal, einem Höhenzug des Iberischen Scheidegebirges unweit der namensgebenden historischen Ortschaft Rabaçal.

## Geschichte
Aus römischer Zeit stammen die Funde der Villa romana von Dordias. Erstmals dokumentiert wurde die heutige Ortschaft als „Palumbarium“ in einer Schenkungsurkunde des Jahres 1141. Im Jahr 1785 erhielt Pombalinho einen Schandpfahl (port. Pelourinho), als Zeichen seiner bereits vor 1708 erhaltenen Stadtrechte.

## Verwaltung
Pombalinho war eine Gemeinde (Freguesia) im Kreis (Concelho) von Soure, im Distrikt Coimbra. Am 30. Juni 2011 hatte die Gemeinde 803 Einwohner auf einem Gebiet von 25,3 km².
Folgende Ortschaften liegen im ehemaligen Gemeindegebiet:
- Cabeça da Corte
- Casas Novas
- Cotas
- Dordias
- Fonte Velha
- Malavenda
- Malhadas
- Pombalinho
- Quatro Lagoas
- Ramalheira
- Sabugueiro
- Vale Centeio.

Im Zuge der kommunalen Neuordnung Portugals nach den Kommunalwahlen am 29. September 2013 wurde Pombalinho mit Degracias zur neuen Gemeinde União das Freguesias de Degracias e Pombalinho zusammengeschlossen. Sitz der neuen Gemeinde ist Degracias.